# Lycianthes martiniana
Lycianthes martiniana är en potatisväxtart som beskrevs av Standley. Lycianthes martiniana ingår i Himmelsögonsläktet som ingår i familjen potatisväxter. Inga underarter finns listade i Catalogue of Life.